# Ptiloglossa lucernarum
Ptiloglossa lucernarum là một loài Hymenoptera trong họ Colletidae. Loài này được Cockerell mô tả khoa học năm 1923.